# Антон Янша
Антон Янша — відомий словенський художник та бджоляр. Народився 20 травня 1734 р. в с. Брежниці біля підніжжя гори Стол (2239 м).

## Ранні роки
У батьків-селян було декілька дітей, яких рано привчили до праці. Антону особливо сподобалося бджолярство, яке стало його основним заняттям. Згодом вони поступили в школу малювання і гравірування при Академії мистецтв у Відні. Спочатку — Антон та Лоуренц, потім — їх брат Валентин. Згодом його брати стали відомими віденськими художниками та граверами. Міг би стати й Антон, відома написана ним чудова ікона, що прикрашає вівтар церкви в Брежнику. Існує думка, що Антон писав деякі картини за брата Лоуренца й підписував його іменем. Ще павільйон Антона на домашній пасіці привертав увагу, бо вся його передня стінка була суцільно покрита малюнками. Вдома мав пасіку з 10 бджолиних сімей.
Складно повірити, але коли в 32 роки Антон поступив до школи малювання та гравірування, він не вмів навіть писати й читати, але швидко навчився. Перевіз до Відня й свої 16 вуликів, спостерігав за життям бджіл.

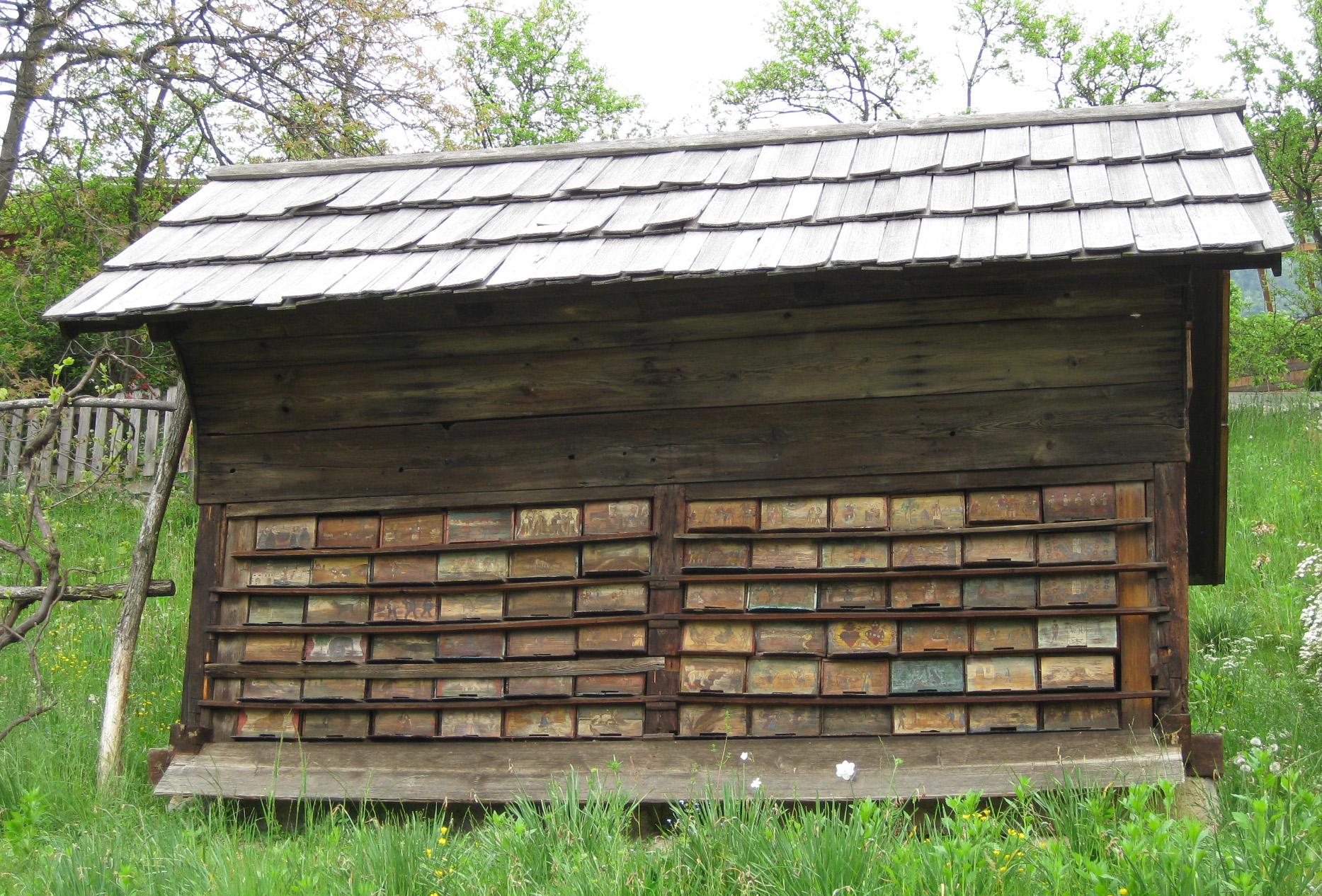
Пасіка Антона Янші в Брежниці.

## У Відні
Імператриця Марія Терезія також зацікавилася бджолами. 1769 р. вона відкрила школу бджолярства, Антон став у ній першим вчителем. Йому було зразу надано річну платню в 360 гульденів. Наступного року школу перевели в Аутгартен, місце відпочинку придворних. Яншу назначали вчителем з пожиттєвою платнею у 600 гульденів. Намагався донести свої знання кожному, часто їздив селами з лекціями для селян. Також розробив свій метод утримання бджіл, час від часу переїжджав з ними на поля медоносних рослин. Вивів і постійно покращував лінію місцевих краєнських бджіл. Незадовго до смерті передав імператриці «Проект розвитку бджолярства у державі». Туди він також включив пропозицію про заснування товариства бджолярів. На основі цього документа було видано «Бджолярський патент», що включав також Інструкцію для майстра-бджоляра.
У 1771 р. було видано його «Трактат про бджолині рої». Після смерті його учень Йозеф Мюнцер видав його «Повний курс бджільництва».
Рім, Люттіхау, фон Поттшапь Штейнметц, Шпитцер та інші висміювали праці Янші, бо вони суперечили їх кабінетним теоріям.
Сам же Антон Янша восени 1773 р.помер від хвороба, яка перебігала з гарячкою.